# Kazachstán na Zimních olympijských hrách 2018
Kazachstán na Zimních olympijských hrách v roce 2018 zastupovalo 46 sportovců v 9 sportech.

## Medailisté
| Medaile | Jméno             | Sport                | Soutěž               | Datum    |
| ------- | ----------------- | -------------------- | -------------------- | -------- |
| Bronz   | Julija Galyševová | Akrobatické lyžování | Jízda v boulích-ženy | 9. ledna |